# Beaufort (film)
Pour les articles homonymes, voir Beaufort.
Pour plus de détails, voir Fiche technique et Distribution.
Beaufort (בופור) est un film israélien réalisé par Joseph Cedar, sorti en 2007.  Il relate la vie quotidienne d'un groupe de soldats israéliens postés dans le sud du Liban, dans la forteresse de Beaufort - en arabe Qala'at ash-Shqif, bastion des Croisés du XIIe siècle -, leurs sentiments et leurs craintes, et explore leurs dilemmes moraux dans les jours précédant le retrait de l'armée après 18 ans d'occupation israélienne du sud du Liban . 
Le film fut nommé à l'Oscar du meilleur film en langue étrangère.

## Synopsis
Beaufort raconte les derniers jours du poste d'observation placé au sommet de la forteresse, avant l'évacuation du Liban par l'armée israélienne en 2000. Liraz Lebrati, l'officier chargé de cette position doit faire face à l'incompréhension de son unité, qui ne comprend plus l'utilité de leur mission, tout en respectant les directives qu'il reçoit de ses officiers supérieurs, de maintenir leur présence. La forteresse fait en effet l'objet d'attaques de mortiers ou de tirs de missiles quotidiens, sans que l'unité qui la défend ne puisse répondre aux tirs. 
Dès le début, l'incompréhension entre Lebrati et son unité est exposée en plein jour. Un démineur dépêché pour neutraliser un engin explosif placé sur la route qui mène à la forteresse perd la vie lors de cette opération. Deux autres soldats meurent depuis le poste d'observation où ils effectuent leur tour de garde. Dans les deux cas, la réponse de l'état-major paraît disproportionnée par rapport aux attentes des soldats, qui ne comprennent plus le sens de leur mission.
Jusqu'à ce que l'ordre d'évacuation arrive. Après avoir miné le campement fortifié, afin qu'il ne soit pas récupéré par le Hezbollah, l'unité dirigée par Lebrati quitte le camp. Seuls douze hommes restent passer une dernière nuit d'angoisse, au milieu des explosifs, puis quittent définitivement la position, après avoir fait sauter le camp militaire.

## Fiche technique
- Titre : Beaufort
- Titre original : בופור
- Réalisation : Joseph Cedar
- Scénario : Joseph Cedar et Ron Leshem d'après son roman
- Production : Leon Edery, Moshe Edery, Gidon Gadi, David Mandil, Chilik Michaeli et David Silber
- Distribution : Metropolitan Filmexport (France), Bavaria Film International
- Musique : Yishai Adar
- Pays d'origine : Israël
- Genre : Action, drame et guerre
- Durée : 131 minutes
- Date de sortie :  2007

## Distribution
- Alon Abutbul : le brigadier-général Kimchi, commandant de la division
- Oshri Cohen : le lieutenant Liraz 'Erez' Librati, le jeune commandant du fort chargé d'en superviser l'évacuation
- Eli Eltonyo : le sergent Oshri, que sa fiancée attend au New Jersey
- Ohad Knoller : le lieutenant Ziv Faran, le démineur
- Gideon Levy : lui-même, le journaliste TV qui interviewe le père de Ziv
- Itay Tiran : le soldat secouriste Idan Koris, un antimilitariste
- Ami Weinberg : Amox Faran, le père de Ziv
- Itay Turgeman : le sergent Tomer Zitlawi
- Arthur Faradjev : Yonatan Shpitzer
- Itai Szor : Emilio
- Gal Friedman : Belis
- Danny Zahavi : le capitaine Meir, l'artificier qui prépare le dynamitage de Beaufort
- Daniel Bruk : Pavel
- Igal Reznik : Robbie

## Distinctions

### Récompense
- 2007 : Ours d'argent du meilleur réalisateur à la Berlinale 2007

### Nomination
- 2008 : Oscar du meilleur film en langue étrangère